# СССР на зимних Олимпийских играх 1976
Команду СССР, выступившую на зимних Олимпийских играх 1976 года, составили 79 спортсменов из 18 городов и населённых пунктов 4 союзных республик. Представители сборной Советского Союза участвовали во всех видах олимпийской программы, кроме бобслея. Спортсмены завоевали 27 медалей (13 золотых, 6 серебряных и 8 бронзовых), набрав 192 очка в неофициальном командном зачёте и оторвавшись на 57 очков от команды ГДР (135 очков), занявшей второе место.
Хорошо выступили советские лыжники, выигравшие 4 золотых медали: обладательницей 2 золотых наград стала Раиса Сметанина, а Галина Кулакова стала четырёхкратной олимпийской чемпионкой. Конькобежцы также принесли 4 золота, при этом двукратной чемпионкой стала Татьяна Аверина. По 2 золота выиграли фигуристы и биатлонисты, причём Николай Круглов стал абсолютным олимпийским чемпионом Иннсбрука. На четвёртой подряд олимпиаде первенствовали хоккеисты.

## Медалисты
| Медаль            | Спортсмен | Вид спорта         | Дисциплина                   |
| ----------------- | --- | ------------------ | ---------------------------- |
| Золото            | Николай Круглов | Биатлон            | Мужчины, гонка 20 км         |
| Золото            | Александр Елизаров Иван Бяков Николай Круглов Александр Тихонов | Биатлон            | Мужчины, эстафета 4 х 7,5 км |
| Золото            | Николай Бажуков | Лыжные гонки       | Мужчины, гонка 15 км         |
| Золото            | Сергей Савельев | Лыжные гонки       | Мужчины, гонка 30 км         |
| Золото            | Раиса Сметанина | Лыжные гонки       | Женщины, гонка 10 км         |
| Золото            | Нина Балдычева-Федорова Зинаида Амосова Раиса Сметанина Галина Кулакова | Лыжные гонки       | Женщины, эстафета 4 х 5 км   |
| Золото            | Евгений Куликов | Конькобежный спорт | Мужчины, 500 м               |
| Золото            | Татьяна Аверина | Конькобежный спорт | Женщины, 1000 м              |
| Золото            | Галина Степанская | Конькобежный спорт | Женщины, 1500 м              |
| Золото            | Татьяна Аверина | Конькобежный спорт | Женщины, 3000 м              |
| Золото            | Ирина Роднина Александр Зайцев | Фигурное катание   | Парное катание               |
| Золото            | Людмила Пахомова Александр Горшков | Фигурное катание   | Танцы на льду                |
| Серебро           | Евгений Беляев | Лыжные гонки       | Мужчины, гонка 15 км         |
| Серебро           | Раиса Сметанина | Лыжные гонки       | Женщины, гонка 5 км          |
| Серебро           | Валерий Муратов | Конькобежный спорт | Мужчины, 500 м               |
| Серебро           | Юрий Кондаков | Конькобежный спорт | Мужчины, 1500 м              |
| Серебро           | Владимир Ковалёв | Фигурное катание   | Мужчины, одиночное катание   |
| Серебро           | Ирина Моисеева Андрей Миненков | Фигурное катание   | Танцы на льду                |
| Золото            | Сборная СССР по хоккею с шайбой \| Владислав Третьяк \| Александр Сидельников \| \| Валерий Васильев \| Александр Гусев \| \| Геннадий Цыганков \| Юрий Ляпкин \| \| Сергей Бабинов \| Владимир Лутченко \| \| Борис Михайлов \| Владимир Петров \| \| Валерий Харламов \| Виктор Шалимов \| \| Владимир Шадрин \| Александр Якушев \| \| Александр Мальцев \| Виктор Жлуктов \| \| Сергей Капустин \| Борис Александров \| | Хоккей             | Мужчины                      |
| Бронза            | Александр Елизаров | Биатлон            | Мужчины, гонка 20 км         |
| Бронза            | Иван Гаранин | Лыжные гонки       | Мужчины, гонка 30 км         |
| Бронза            | Евгений Беляев Николай Бажуков Сергей Савельев Иван Гаранин | Лыжные гонки       | Мужчины, эстафета 4 х 10 км  |
| Бронза            | Нина Балдычева-Федорова | Лыжные гонки       | Женщины, гонка 5 км          |
| Бронза            | Галина Кулакова | Лыжные гонки       | Женщины, гонка 10 км         |
| Бронза            | Валерий Муратов | Конькобежный спорт | Мужчины, 1000 м              |
| Бронза            | Татьяна Аверина | Конькобежный спорт | Женщины, 500 м               |
| Бронза            | Татьяна Аверина | Конькобежный спорт | Женщины, 1500 м              |
| Владислав Третьяк | Александр Сидельников |                    |                              |
| Валерий Васильев  | Александр Гусев |                    |                              |
| Геннадий Цыганков | Юрий Ляпкин |                    |                              |
| Сергей Бабинов    | Владимир Лутченко |                    |                              |
| Борис Михайлов    | Владимир Петров |                    |                              |
| Валерий Харламов  | Виктор Шалимов |                    |                              |
| Владимир Шадрин   | Александр Якушев |                    |                              |
| Александр Мальцев | Виктор Жлуктов |                    |                              |
| Сергей Капустин   | Борис Александров |                    |                              |

## Медали по видам спорта
| Спорт              | Золото | Серебро | Бронза | Всего |
| ------------------ | ------ | ------- | ------ | ----- |
| Лыжные гонки       | 4      | 2       | 4      | 10    |
| Конькобежный спорт | 4      | 2       | 3      | 9     |
| Фигурное катание   | 2      | 2       | 0      | 4     |
| Биатлон            | 2      | 0       | 1      | 3     |
| Хоккей с шайбой    | 1      | 0       | 0      | 1     |